# Cronolánea
Cronolánea, es el tercer disco de la banda Lori Meyers, que salió a la venta el 11 de marzo de 2008. Trece temas componen el tercer álbum de Lori Meyers, grabado en Gismo 7 Studios (Motril) durante el mes de octubre de 2007 por Lori Meyers junto al productor Ken Coomer y el ingeniero de sonido Charlie Brocco. El álbum ha sido mezclado en Nashville (Tennessee) y masterizado en Nueva York por Greg Calbi. La diseñadora Vanesa Zafra vuelve a firmar el diseño de un álbum que cuenta con diversas novedades y sorpresas.
El primer sencillo del disco fue Luces de neón, canción que en 2009, versionó el dúo zaragozano, Amaral, en su EP, Granada.

## Lista de canciones
1. "Intromisión" 5:32
2. "La búsqueda del rol" 4:03
3. "El secreto mejor guardado" 3:33
4. "Alta fidelidad" 3:09
5. "Saudade" 3:35
6. "Sin compasión" 3:45
7. "Cúmulo de propósitos" 3:40
8. "Luciérnagas y mariposas" 3:45
9. "Funcionará" 4:27
10. "Transiberiano" 4:24
11. "Un mundo por delante" 3:38
12. "Luces de neón" 3:22
13. "Copa para dos" 2:56